# Tocopero
Tocópero is een gemeente en stad in de Venezolaanse staat Falcón. Tocópero telt 5700 inwoners. De hoofdplaats is Tocópero.